# Storror

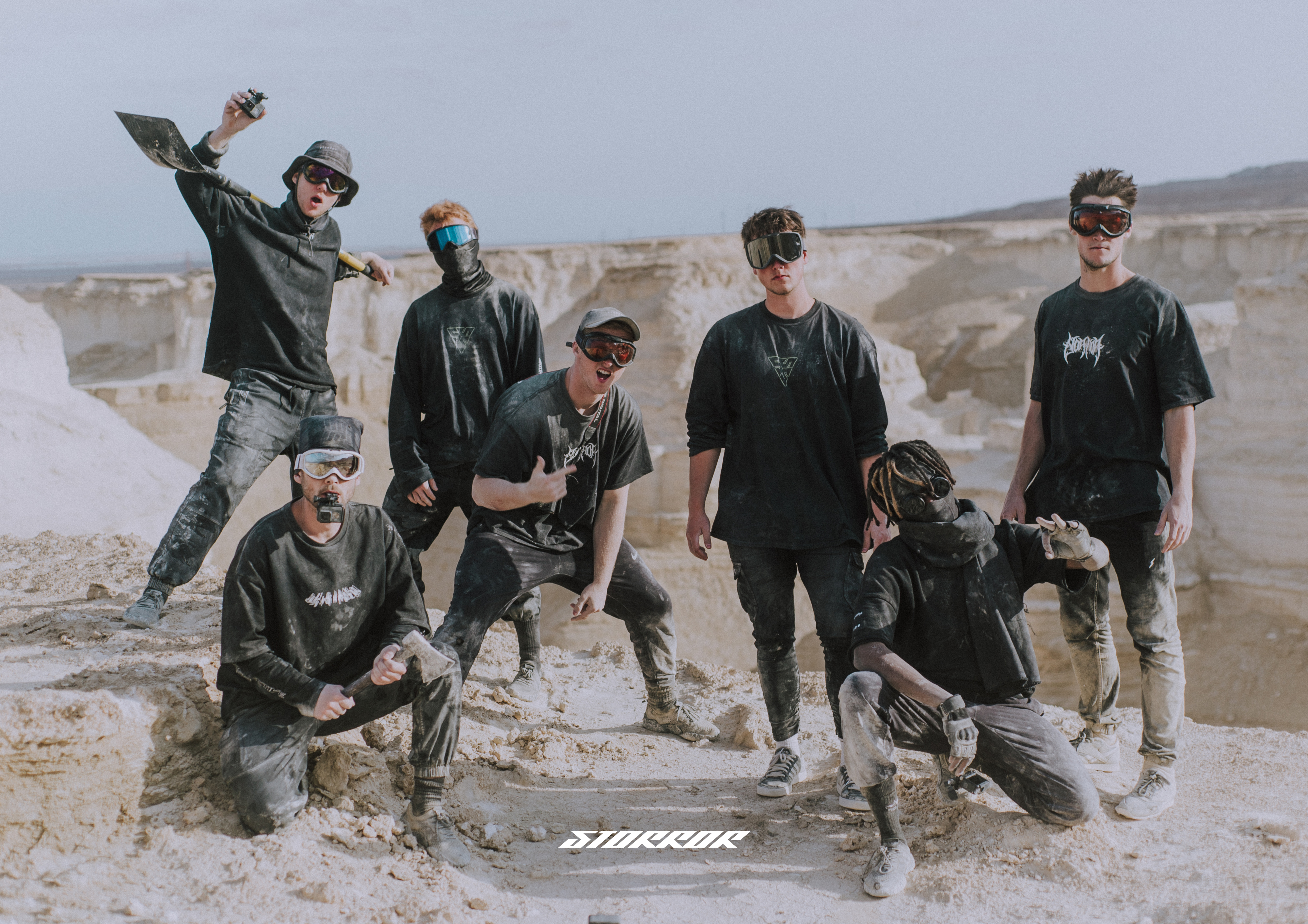
Full STORROR team in Masada desert 2019

Storror由來自英國的七名跑酷和自由奔跑運動員組成的跑酷團體，成立於2010年。他們製作了兩部紀錄片並經營一個YouTube頻道，截至2021年7月，已有超過700萬訂閱者。

## 成員
- Benj Cave (25)
- Joshua Burnett Blake (27)
- Sacha Powell (25)
- Drew Taylor (25), 世界紀錄保持人[1]
- Max Cave (27)
- Callum Powell (28)
- Toby Segar (25),2015年Ninja Warrior UK（英语：Ninja Warrior UK）得獎者[2][3][4]

Team STORROR at 6 Underground premiere in New York (2019)

## 外部連結
- STORROR官方网站
- STORROR YouTube 頻道 （页面存档备份，存于）